# 勇敢的米哈伊鄉 (康斯坦察縣)
44°38′0″N 28°41′0″E / 44.63333°N 28.68333°E
勇敢的米哈伊鄉（羅馬尼亞語：Comuna Mihai Viteazu），是羅馬尼亞康斯坦察縣的鄉份，位於該國西南部，面積206平方公里，海拔高度30米，2007年人口3,466，人口密度每平方公里17人。